# Luís Inácio de Anhaia Melo
Luís Inácio Romeiro de Anhaia Melo (São Paulo, 23 de agosto de 1891 - São Paulo, 16 de enero de 1974) fue un profesor universitario y político brasileño. Fue alcalde de la ciudad de São Paulo entre 1930 y 1931. Hijo de Luís Anhaia Melo fue también uno de los pioneros de la industria textil paulista.
Cursó estudios superiores de Ingeniería y Arquitectura en la Escuela Politécnica de São Paulo donde fue alumno de Ramos de Azevedo y de cuyo equipo formó parte. Se inició en la actividad docente en 1918 como profesor de la escuela y alcanzando el grado de catedrático en 1926 enseñando las disciplinas de Composición Arquitectónica, Estética y Urbanismo en la formación de ingenieros civiles y arquitectos. En 1948 fue uno de los fundadores de la Facultad de Arquitectura y Urbanismo de la Universidad de São Paulo. Fue también su primer director y es considerado el padre de la enseñanza arquitectónica.
Entre el 15 de enero de 1920 y el 15 de enero de 1923 fue concejal de la ciudad de São Paulo, durante la alcaldía de Firmiano de Morais Pinto. Miembro del Partido Demócrata, estaba política identificado con los vencedores de la Revolución de 1930. Poco después de la instauración del gobierno provisorio de João Alberto Lins de Barros fue nombrado alcalde de la ciudad y ocupó ese cargo en dos breves oportunidades: del 6 de diciembre de 1930 hasta el 26 de julio de 1931 y del 14 de noviembre de 1931 hasta el 5 de diciembre de 1931. Durante su primera gestión fue blanco de manifestaciones de alumnos de la Escuela Politécnica debido a su participación en un gobierno repudiado por la población paulistana.
Como alcalde, su gestión se ocupó de cuestiones urbanísticas como la determinación de distancias mínimas entre edificios, el índice de aprovechamiento máximo de las áreas de los terrenos para limitar la densidad de la ocupación del suelo urbano y los estudios del sistema vial y de la canalización de los ríos. Se destacó por intentar introducir legislación que permitiese evitar el crecimiento desorganizado y clandestino de la ciudad. Creó la Comisión Municipal de Servicios de Utilidad Pública que se encargaría de la fiscalización de las empresas concesionarias de los servicios de telefonía, luz y transporte.